# Milán Horváth
Milán Horváth (ungarisch Horváth Milán; * 2. Februar 2001 in Székesfehérvár) ist ein ungarischer Eishockeyspieler, der ab 2024 bei Joensuun Kiekko-Pojat in der zweitklassigen finnischen Mestis spielen wird.

## Karriere

### National
Milán Horváth begann seine Karriere in seiner Heimatstadt bei „Ifj Ocskay Gábor“, der Jugendakademie von Alba Volán Székesfehérvár. Dort durchlief er sämtliche Jugendmannschaften. Dabei gewann er mit den jeweiligen Mannschaften 2017 und 2019 die Erste Bank Juniors League sowie 2018 und 2019 die Erste Bank Young Stars League. In der Spielzeit 2018/19 absolvierte er seine ersten Spiele in der zweiten Herren-Mannschaft des Klubs in der multinationalen Ersten Liga. Seit 2020 gehörte er zum Kader der ersten Mannschaft, die in der Österreichischen Eishockey-Liga spielt. 2021 wurde er als ungarischer Rookie of the Year ausgezeichnet. 2023 verließ er seine Heimat und schloss sich den Diables Rouges de Briançon aus der französischen Ligue Magnus an. Aber schon nach einer Spielzeit zog er weiter nach Finnland, wo er bei Joensuun Kiekko-Pojat in der zweitklassigen Mestis spielen wird.

### International
Für Ungarn nahm Horváth im Juniorenbereich an den Turnieren der Division I der U18-Weltmeisterschaften 2018, als er die beste Plus/Minus-Bilanz des Turniers aufwies, und 2019 sowie der U20-Weltmeisterschaften 2019 und 2020 teil.
Im Seniorenbereich stand er erstmals bei der Qualifikation für die Olympischen Winterspiele in Peking 2022 im Aufgebot seines Landes. Anschließend spielte er bei der Weltmeisterschaft der Division I 2022, als der Aufstieg in die Top-Division erreicht wurde. Dort spielte er dann bei der Weltmeisterschaft 2023. Zudem vertrat er seine Farben bei der Qualifikation für die Olympischen Winterspiele in Mailand 2026.

## Erfolge und Auszeichnungen

### National
| - 2017 Gewinn der Erste Bank Juniors League mit Alba Volán Székesfehérvár - 2018 Gewinn der Erste Bank Young Stars League mit Alba Volán Székesfehérvár - 2019 Gewinn der Erste Bank Juniors League mit Alba Volán Székesfehérvár | - 2019 Gewinn der Erste Bank Young Stars League mit Alba Volán Székesfehérvár - 2021 Ungarischer Rookie des Jahres |

### International
- 2018 Beste Plus/Minus-Bilanz bei der U18-Weltmeisterschaft der Division I, Gruppe B
- 2020 Aufstieg in die Division I, Gruppe A, bei der U20-Weltmeisterschaft der Division I, Gruppe B
- 2022 Aufstieg in die Top-Division bei der Weltmeisterschaft der Division I, Gruppe A

## Karrierestatistik
Stand: Ende der Saison 2022/23
(Legende zur Spielerstatistik: Sp oder GP = absolvierte Spiele; T oder G = erzielte Tore; V oder A = erzielte Assists; Pkt oder Pts = erzielte Scorerpunkte; SM oder PIM = erhaltene Strafminuten; +/− = Plus/Minus-Bilanz; PP = erzielte Überzahltore; SH = erzielte Unterzahltore; GW = erzielte Siegtore; 1 Play-downs/Relegation; Kursiv: Statistik nicht vollständig)